# Fuente del Zarzón

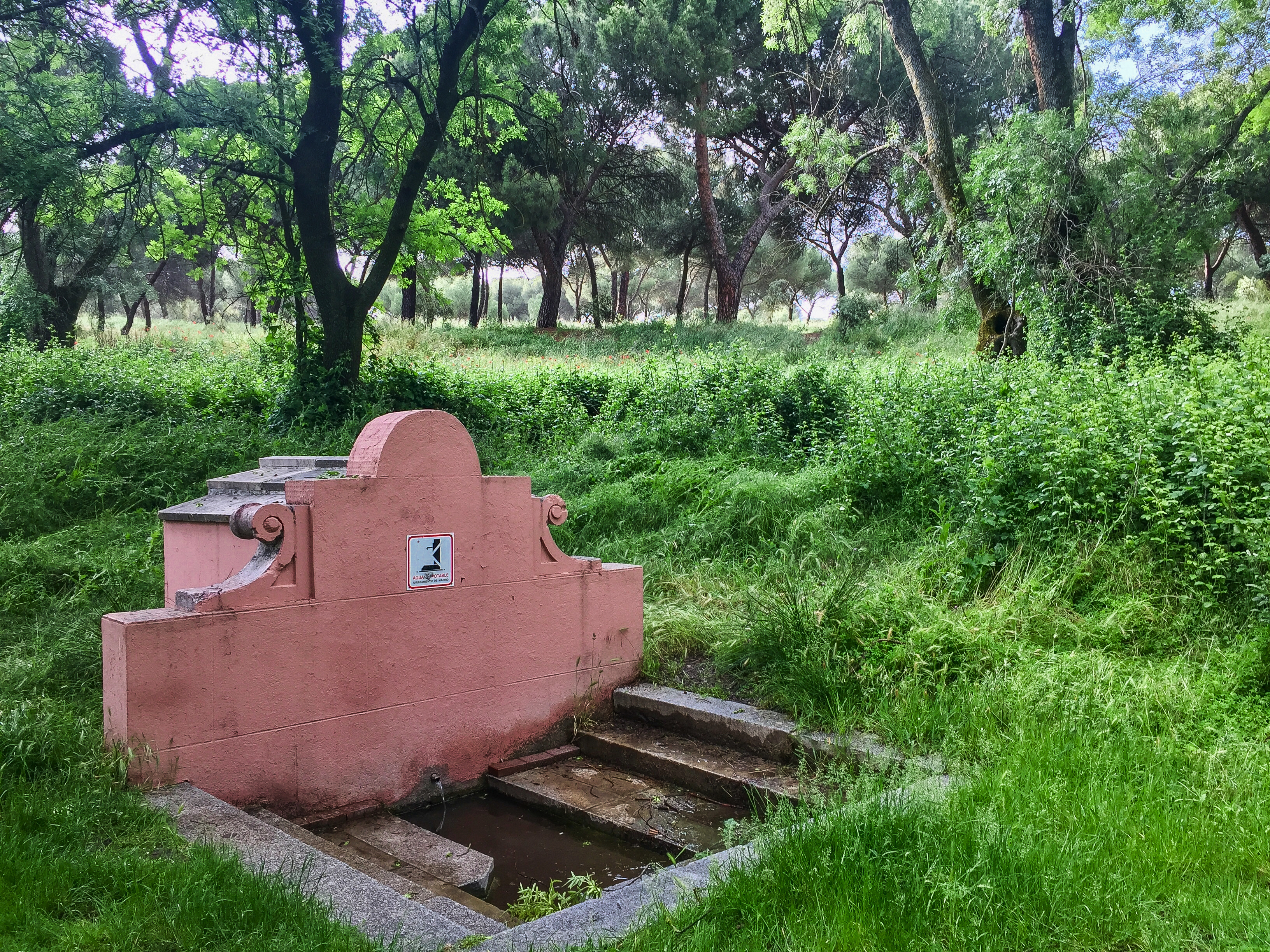
Fuente del Zarzón.

La fuente del Zarzón es un manantial ubicado en la zona el extremo suroccidental de la Casa de Campo de Madrid (en una zona denominada El Zarzón). Es una de las fuentes más antiguas del parque siendo de 1898. Se ubica al norte del arroyo de los Meaques y cerca de la tapia de la Casa de Campo. Es una fuente que mana agua del propio manantial del lugar, siendo una de las dos fuentes de la Casa de Campo que no se encuentra conectada al Canal de Isabel II, la otra es la fuente de las Casa de Vacas, motivo por el que sus aguas no son potables. A comienzos del siglo XX el caudal era de medio litro por segundo. La denominación 'Zarzón' se debe a la presencia habitual de una planta medicinal denominada Zarza (Rubus fruticosus). La actual fuente es una restauración de los años cuarenta tras el intenso uso que se hizo de ella durante la Guerra Civil, y conserva parte de su forma originaria. En las cercanías de esta fuente se instalaron baterías del diez y medio (150 mm) que batían las zonas del sur de la ciudad.